# La rousse mène l'enquête
La rousse mène l'enquête (Malaga ou Fire Over Africa) est un film britannique réalisé par Richard Sale, sorti en 1954.

## Fiche technique
- Titre : La rousse mène l'enquête
- Titre original : Malaga
- Réalisation : Richard Sale
- Production : M.J. Frankovich et Colin Lesslie (coproducteur)
- Société de production : Frankovich Productions
- Scénario : Robert Westerby
- Images : Christopher Challis
- Cadreur : Arthur Ibbetson
- Montage : Bert Bates
- Musique : Benjamin Frankel
- Décors : Vincent Korda et Wilfred Shingleton
- Costumes : Bridget Sellers
- Pays d'origine : Grande-Bretagne
- Format : Couleur (Technicolor) - Son : Mono (RCA Sound System)
- Genre : Aventure
- Durée : 84 minutes
- Date de sortie : 29 juin 1954 première Londres

## Distribution
- Maureen O'Hara : Joanna Dana
- Macdonald Carey : Van Logan
- Binnie Barnes : Frisco
- Guy Middleton : Soames Howard
- Hugh McDermott : Richard Farrell
- James O'Hara : Danny Boy
- Harry Lane : Augie
- Leonard Sachs : Paul Dupont
- Ferdy Mayne : Mustapha
- Eric Corrie : Pebbles
- Bruce Beeby : Potts
- Harold Kasket : le chef de la police